# Gibbaria scabra
 Gibbaria scabra   (Thunb.) Norl., 1943 è una specie di pianta angiosperma dicotiledone della famiglia delle Asteraceae (sottofamiglia Asteroideae).
Si tratta di un endemismo del Sudafrica.